# Арно Клеффель
Арно Клеффель (нім. Arno Kleffel; 4 вересня 1840, Песнек — 15 липня 1913, Ніколасзе) — німецький композитор, дириґент і музичний педагог.

## З життєпису
Син вчителя. Закінчив гімназію в Майнінгені, навчався в Лейпцизькій консерваторії, в тому числі у Моріца Гауптмана. У 1862—1864 вчитель музики в Якобштадті, в 1864—1867 дириґент Музичного товариства в Ризі. Потім театральний і оперний дириґент в Кельні, Амстердамі, Герліці, Бреслау, Щецині, в 1873—1880 в Берліні, далі працював в Аугсбурзі і Магдебурзі. У 1884—1892 і в 1894—1904 перший капельмейстер Кельнського міського театру, дириґував також Гюрценіх-оркестром; в проміжку в 1892—1894 викладав теорію музики в берлінській Консерваторії Штерна. З 1904 викладав там само композицію і дириґування, рівночасно музичний оглядач газети Berliner Lokalanzeiger. З 1910 очолював оперну школу Берлінської вищої школи музики.
Автор опери «Арфа морського царя» (нім. Des Meermanns Harfe 1865, лібрето Освальда Горлагера), музики до трагедії Гете «Фауст», струнного квартету, численних фортеп'янних п'єс, понад 150 пісень.
Дружина — Еммі Ґнед—Келла (нім. Emmy Gned-Kölla; 1843—1921), оперна співачка.